# Єзжа (кратер)
Єзжа — це кратер, розташований у квадранглі Argyre на планеті Марс, за координатами 48,8° пд. ш. та 38° зх. д. Його діаметр становить 9.1 км. Цьому кратеру в 1976 році була присвоєна назва невеликого поселення в Росії. Офіційний міжнародний варіант написання назви — Jezža.

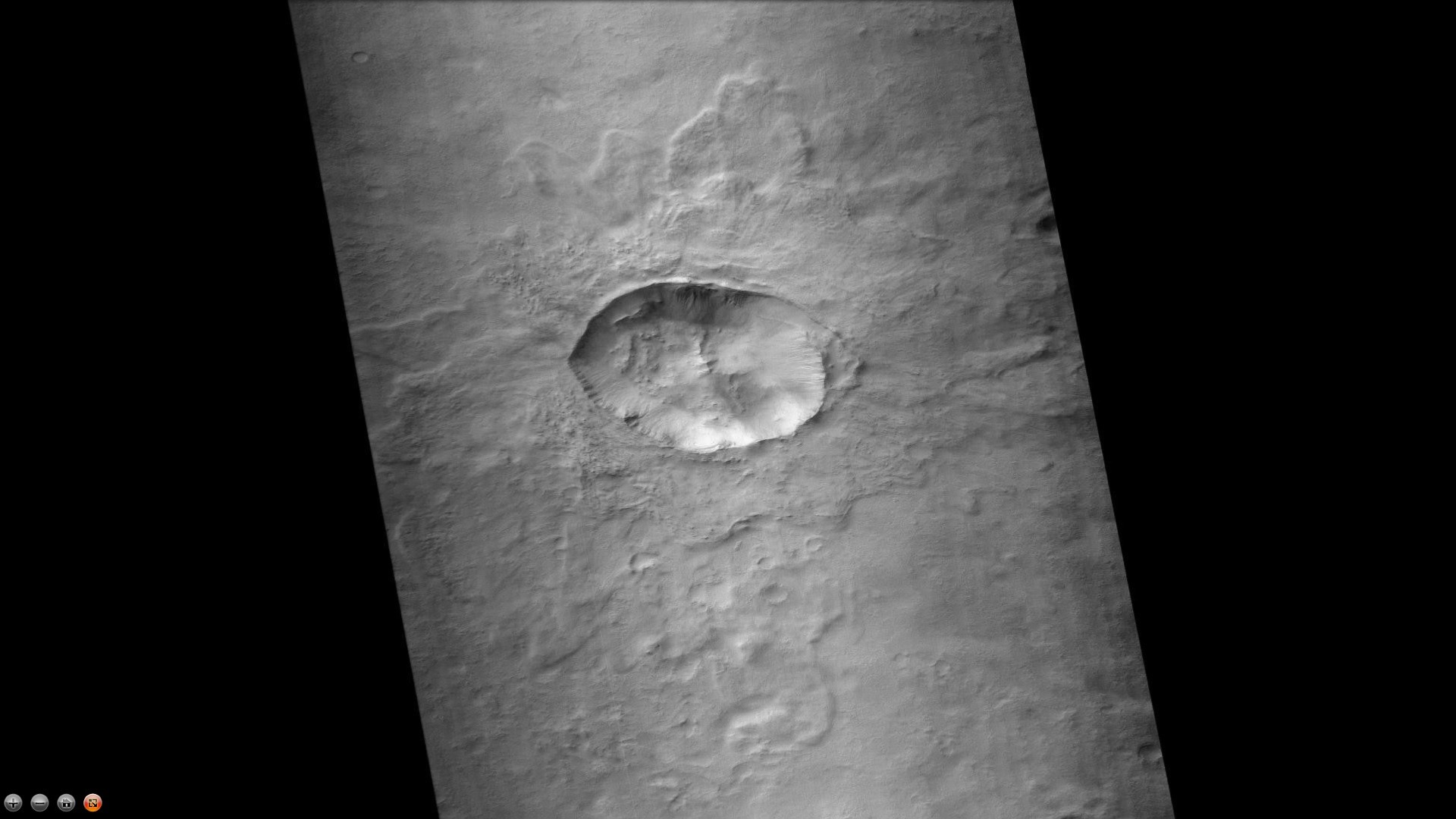
Єзжа (кратер). Світлина CTX camera (Mars Reconnaissance Orbiter).